# Luchthaven Kamina
Luchthaven Kamina (ICAO: FZSB) is een internationale luchthaven, die gelegen is in de stad Kamina in Congo-Kinshasa.
Het is gescheiden van de grotere militaire basis daar.

## Ongeluk
- 21 juni 2007: Een LET-140 2 motorig vliegtuig, toebehorend aan Karibu Airways, crashte in een moeras vlak na de start vanaf Luchthaven Kamina. Een passagier, Mbuyu Mibanga, een parlementslid werd gedood. Ten minste 12 anderen raakten gewond, inclusief twee doktoren.